# Huta Drewniana (gromada)
Huta Drewniana – dawna gromada, czyli najmniejsza jednostka podziału terytorialnego Polskiej Rzeczypospolitej Ludowej w latach 1954–1972.
Gromady, z gromadzkimi radami narodowymi (GRN) jako organami władzy najniższego stopnia na wsi, funkcjonowały od reformy reorganizującej administrację wiejską przeprowadzonej jesienią 1954 do momentu ich zniesienia z dniem 1 stycznia 1973, tym samym wypierając organizację gminną w latach 1954–1972.
Gromadę Huta Drewniana siedzibą GRN w Hucie Drewnianej utworzono – jako jedną z 8759 gromad na obszarze Polski – w powiecie radomszczańskim w woj. łódzkim, na mocy uchwały nr 36/54 WRN w Łodzi z dnia 4 października 1954. W skład jednostki weszły obszar dotychczasowej gromady Huta Drewniana oraz wieś Świerczyny i wieś Dudki z dotychczasowej gromady Zrąbiec ze zniesionej gminy Kobiele, wieś Jacków z dotychczasowej gromady Kozie Pole ze zniesionej gminy Żytno, a także obszar dotychczasowej gromady Wola Kuźniewska (z wyłączeniem wsi Odrowąż), kolonia Nowy Widok z dotychczasowej gromady Wola Rożkowa oraz wieś Bogusławów z dotychczasowej gromady Maksymów ze zniesionej gminy Wielgomłyny w tymże powiecie. Dla gromady ustalono 13 członków gromadzkiej rady narodowej.
Gromadę zniesiono 31 grudnia 1959, a jej obszar włączono do gromad Kobiele Wielkie (wieś i kolonię Huta Drewniana, kolonię Nowy Widok, wieś Jachimowizna, wieś Świerczyny, wieś Gorgoń, wieś Wymysłów, wieś Dudki i wieś Jagodnik), Wielgomłyny (wieś Bogusławów, wieś i kolonię Wola Kuźniewska, parcelę Odrowąż, wieś Popielarnia i parcelę Zacisze) i Żytno (wieś Jacków).